# Handball-Oberliga Rheinland-Pfalz/Saar 2017/18
Die Handball-Oberliga Rheinland-Pfalz/Saar 2017/18 (OL-RPS) wurde unter dem Dach der Handball-Landesverbände Rheinhessen (HVR), Rheinland (HVRL), Pfalz (PfHV) und Saar (HVS) organisiert und ist die höchste Spielklasse des Verbundes. Die Oberliga – RPS ist nach der Bundesliga, der 2. Bundesliga und der Regionalliga eine der vierthöchsten Spielklassen im deutschen Handball.

## Saisonverlauf
Die Handball-Oberliga Rheinland-Pfalz/Saar 2017/18 war die sechzehnte Ausspielung dieser Handballliga.

## Modus
Sechzehn Mannschaften (Frauen vierzehn) spielten eine Hin- und Rückrunde. Nach Abschluss der daraus resultierenden Spieltage sind der Meister in die 3. Liga aufgestiegen und die beiden letztplatzierten Mannschaften in die Liga ihrer Landesverbände abgestiegen. Der Modus war für Männer- und Frauenteams gleich.

## Teilnehmer
Nicht mehr dabei waren die Auf- und Absteiger der Vorsaison. Neu hinzu kam der Absteiger (A) aus der 3. Liga und die Aufsteiger (N) aus den Ligen der Landesverbände.

### Abschlussplatzierungen

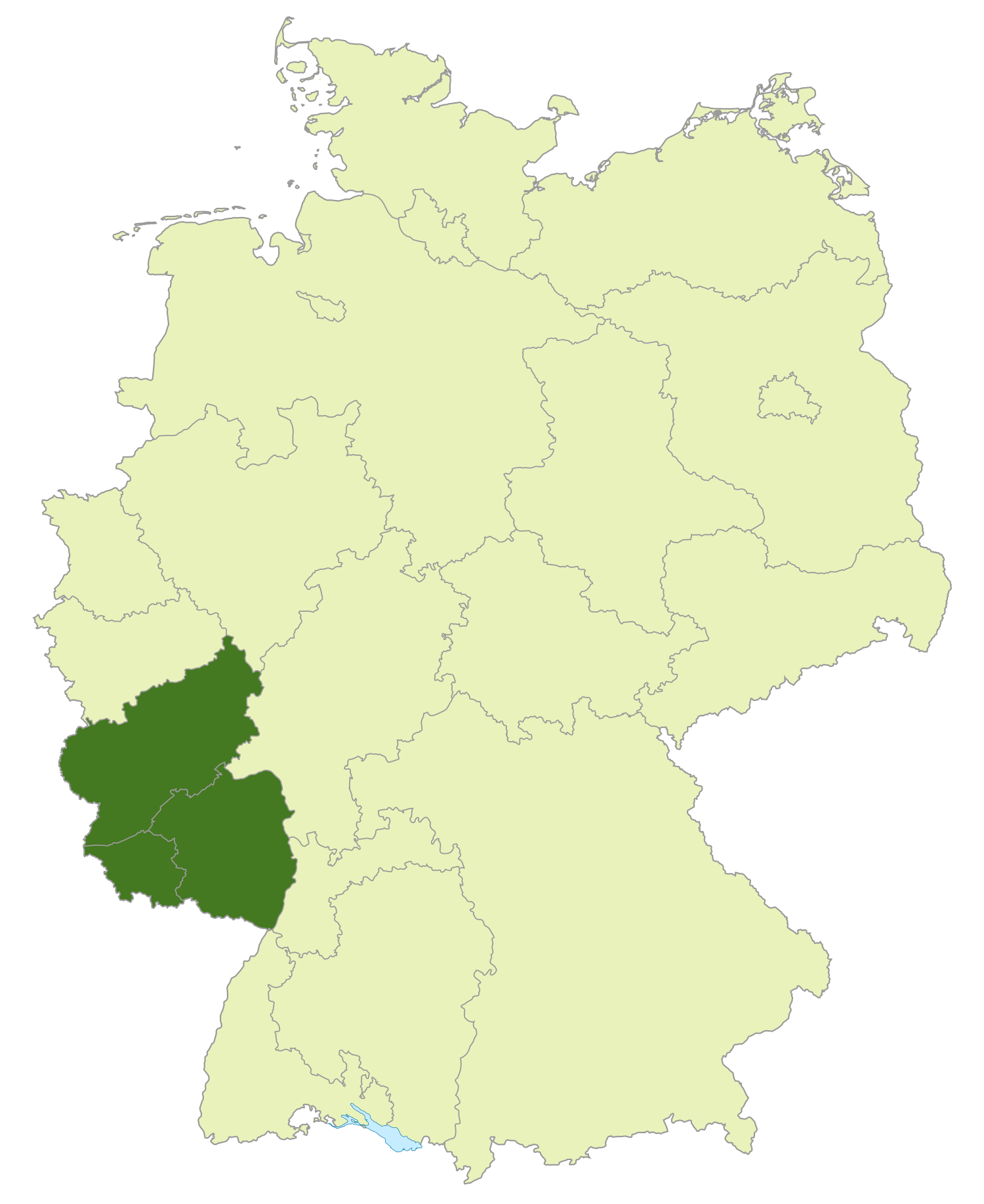
Bereich der Handball-Oberliga
Rheinland-Pfalz / Saarland

| Männer  1. VT Zweibrücken-Saarpfalz - 2. MSG HF Illtal - 3. SV 64 Zweibrücken (A) - 4. DJK SF Budenheim - 5. VTV Mundenheim (A) - 6. TV 05 Mülheim - 7. SG Saulheim - 8. HSG Rhein-Nahe Bingen - 9. HV Vallendar - 10 HSG Worms - 11 TV 1886 Offenbach (N) - 12 HSG Kastellaun/Simmern - 13 HSG Völklingen - 14 TSG Friesenheim II  15 SG Gösenroth/Laufersweiler (N)  16 TV Bitburg 1911 | Frauen  1. FSV Mainz 05 II / Budenheim II - 2. HSG Hunsrück - 3. HSV Viktoria Püttlingen - 4. TV Bassenheim 1911 - 5. DJK St. Michael Marpingen/Alsweiler - 6. TG 1848 Osthofen - 7. FSG Arzheim/Moselweiß - 8. SV 64 Zweibrücken - 9. VTV Mundenheim - 10 TSG Friesenheim - 11 HSG Wittlich - 12 TG Waldsee 1922 (N)  13 DJK MJC Trier II (N)  14 SG Bretzenheim II |

- Für die Oberliga 2018/19 qualifiziert